# Överhäng

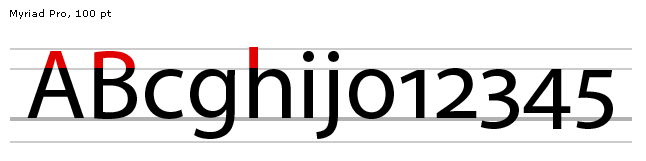
Överhängen är här markerade i rött.

Överhäng eller uppstapel (som förmodligen används oftare) benämns den del av en bokstav som befinner sig ovanför linjen som markerar x-höjden på en bokstavsrad. Alla versala ("stora") bokstäver och versala siffror har uppstaplar, samt ett fåtal gemena ("små") bokstäver, exempelvis b, d, f, h, k och t.
Normalt betraktas inte cirkeln över å eller "punkterna" över exempelvis i, j, ö och ä som en del av uppstapeln, då uppstapeln till skillnad från dessa ringar och punkter i regel utgör en del av bokstavens kropp. Detsamma gäller andra typer av uttalsangivande diakritiska tecken såsom accenter, cirkumflex etc.